# 捷列緬河 (里茲尼亞河支流)

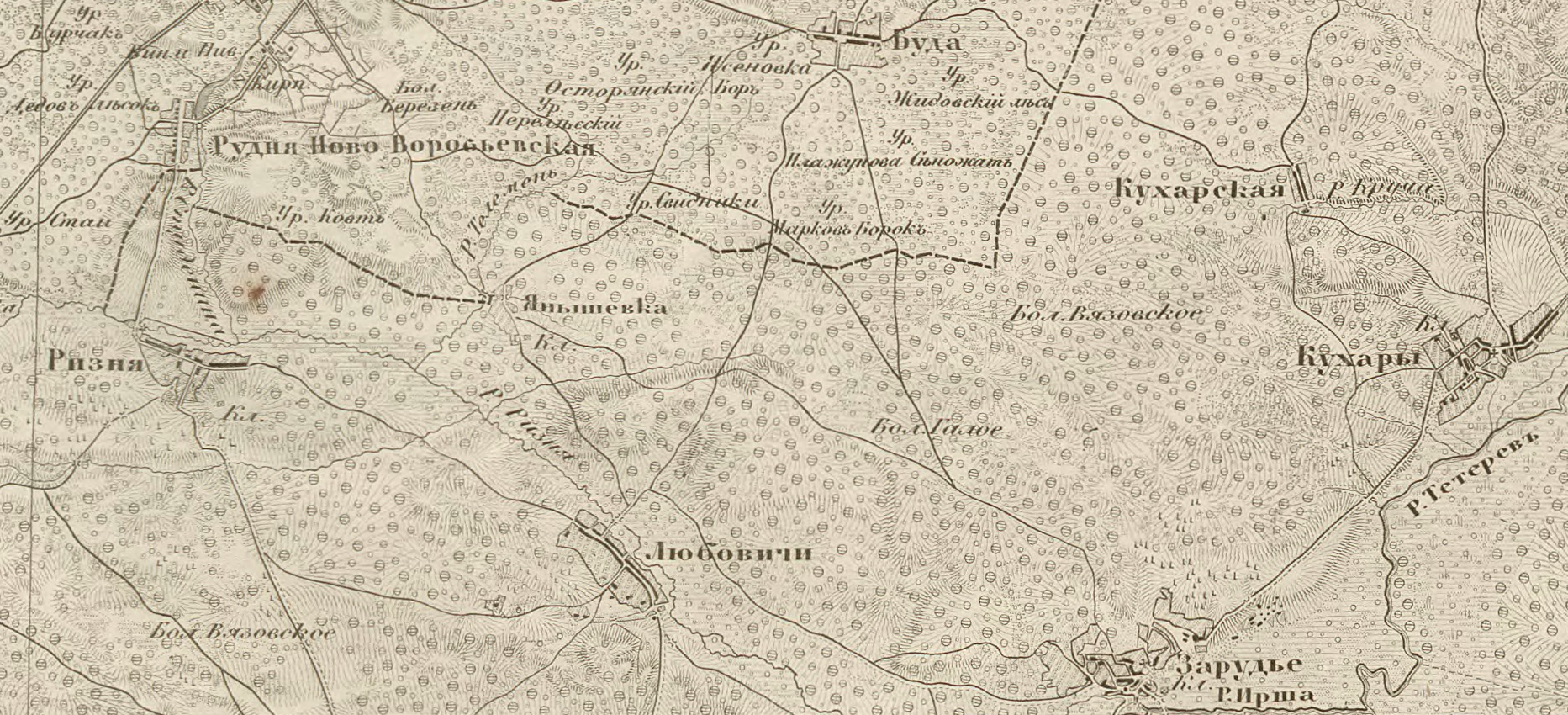

泰萊門河（烏克蘭語：Телемень），是烏克蘭北部的河流，屬於里茲尼亞河的支流。該河發源自布多-沃羅布伊，流經日托米爾州的科羅斯堅區，河道全長9.2公里，流域面積28.5平方公里。